# Jacques Martin (polityk)
Jacques Martin (ur. 11 maja 1933 w Chapelle-sur-Moudon, zm. 2 grudnia 2005 w Provence) – szwajcarski polityk.

## Życiorys
Ukończył studia na Politechnice w Zurychu z dyplomem inżyniera leśnika. Działalność publiczną prowadził jako członek Radykalno-Demokratycznej Partii Szwajcarii; w latach 1974–1979 zasiadał w Wielkiej Radzie (fr. Grand Counseil, parlamencie lokalnym) kantonu Vaud. Od listopada 1979 do sierpnia 1988 był członkiem Rady Kantonów (Conseil National), jednej z izb parlamentu Szwajcarii.
Od listopada 1991 do grudnia 1999 był członkiem rządu kantonu Vaud, m.in. w 1994 pełnił funkcję przewodniczącego rządu (szefa administracji kantonu). Później kierował bankiem kantonu Vaud.